# Abbaye de Trois-Fontaines
Pour les articles homonymes, voir Abbaye de Trois-Fontaines (homonymie).
L'abbaye cistercienne de Trois-Fontaines, sur la commune de Trois-Fontaines-l'Abbaye, fut fondée en 1118 au diocèse de Châlons-en-Champagne ; elle était la première abbaye-fille de Clairvaux sous l'abbatiat de saint Bernard.

## Historique
Guillaume de Champeaux, évêque de Châlons, ancien écolâtre de Notre-Dame de Paris, obtient d'Hugues de Vitry un domaine dans la forêt de Luiz pour y fonder une abbaye de l'ordre de Cîteaux. D'autres propriétaires firent alors dons d'autres terres. Le 10 octobre 1118, l'abbé Roger et quelques moines arrivent sur le site, venant de Clairvaux envoyés par saint Bernard. Ils s'y fixèrent dans une clairière pour y fonder la première fille de l'abbaye de Clairvaux.
Les multiples donations permettent aux moines de fonder de nombreuses granges autour de l'abbaye : Villiers-en-Lieu, Vitry-en-Perthois, Wassy, Vic-sur-Seille, Saint-Dizier, Gueux près de Reims. Ils avaient reçu en 1171 du comte Henri Ier de Champagne les forges de Wassy avec la possibilité de prendre le bois nécessaire à leur exploitation. Ils exploitèrent les salines de Vic-sur-Seille en 1197. Après l'acquisition du moulin de Frignicourt, en 1237, les cisterciens de Trois-Fontaines se trouvèrent propriétaires d'une entreprise à la fois agricole, industrielle et minière.
Ils vont répandre la vie monastique et fonder les abbayes cisterciennes, :
- en 1128 : l'abbaye de Lachalade,
- en 1132 : l'abbaye Notre-Dame d'Orval, qu'ils reprennent,
- en 1136 : l'abbaye de Hautefontaine, près de Saint-Dizier,
- en 1138 : l'abbaye de Cheminon, affiliée à Cîteaux,
- en 1144 : l'abbaye de Monthiers-en-Argonne,
- en 1153 : l'abbaye de Chatillon,
- en 1183 : l'abbaye de Szentgotthárd
- en 1234 : l'abbaye de Pétervárad, également en Hongrie,
- en 1234 : l'abbaye de Bélakút, à l'époque en Hongrie, aujourd'hui en Serbie, mais détruite en 1688.

Un moine de Trois-Fontaines, Aubry, rédige les chroniques du monde jusqu'en 1241.
Les religieux construisent leur première église en bois, mais les dons leur ont permis d'édifier rapidement une nouvelle église en pierre. On a retrouvé la trace de l'église initiale au cours des fouilles de 1963 montrant qu'elle était construite suivant le plan « bernardin » adopté à Clairvaux. Les berceaux transversaux sur les bas-côtés de la nef sont semblables de ceux de l'abbatiale de Fontenay, entre 1145 et 1160. Elle devait être contemporaine de cette église et a dû être réalisée peu après Clairvaux, réalisée entre 1135 et 1145. Pour les autres bâtiments, il n'en reste aucune trace.

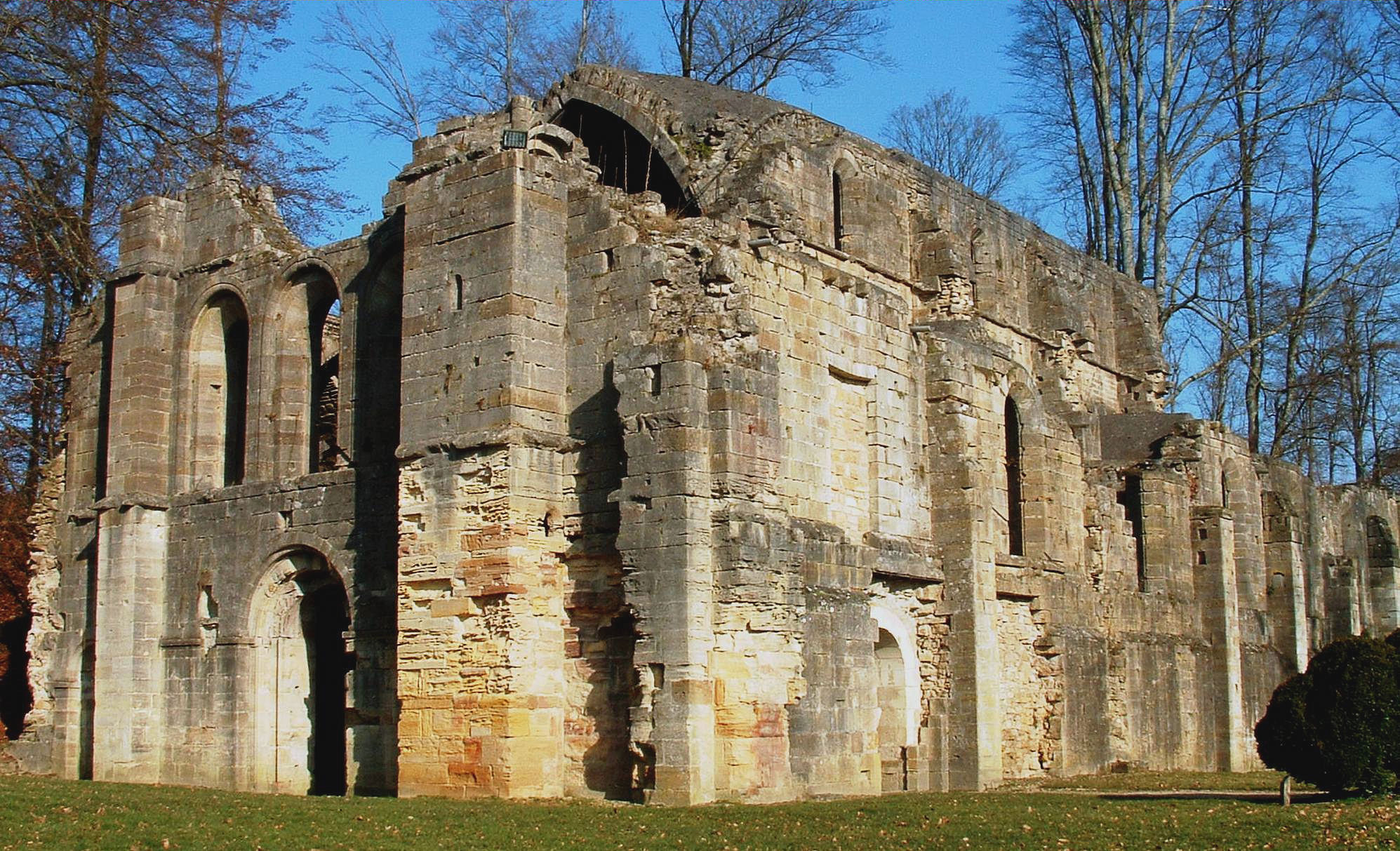
Vestiges de l'abbatiale actuellement
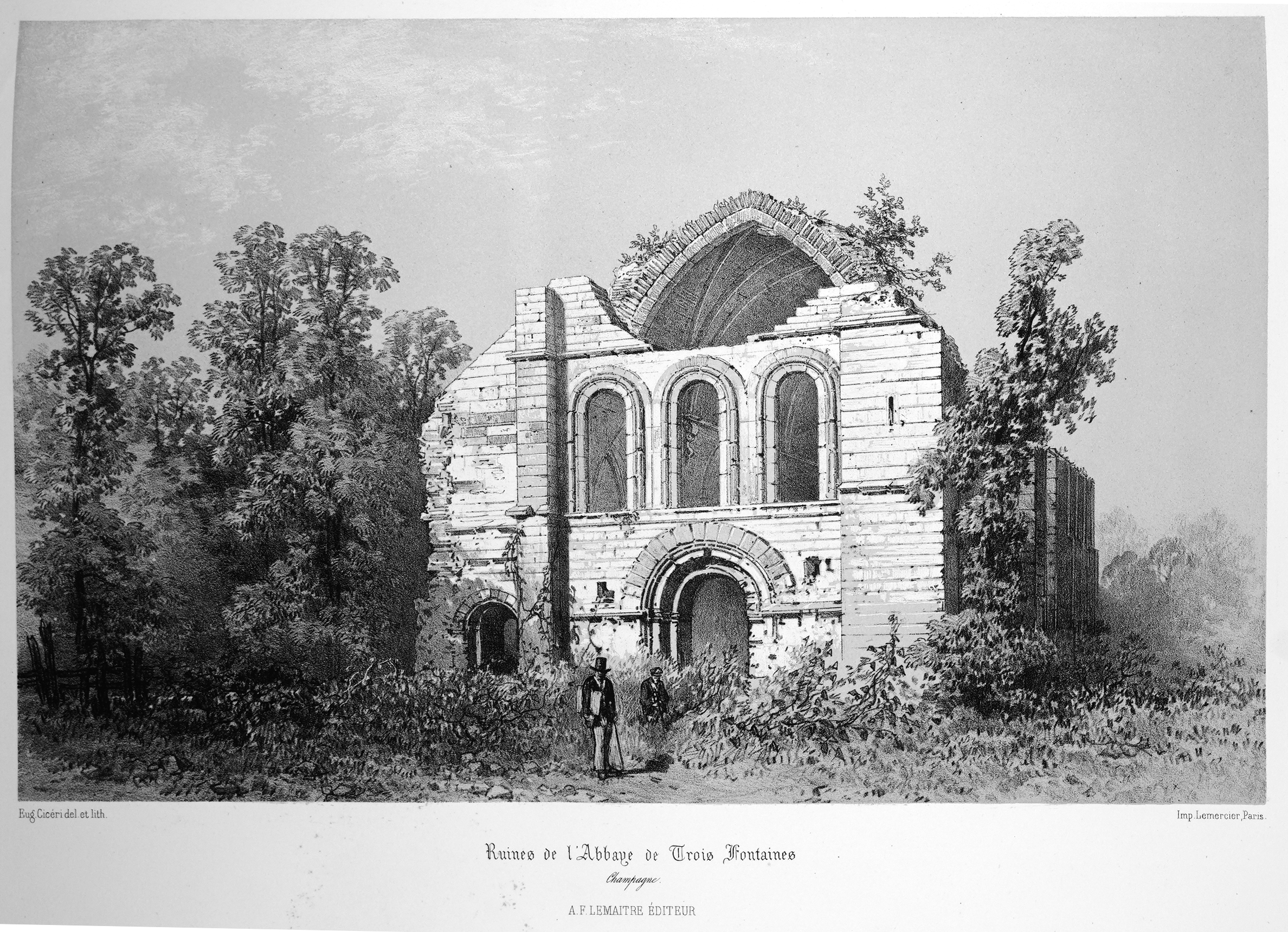
et au XIXe siècle.
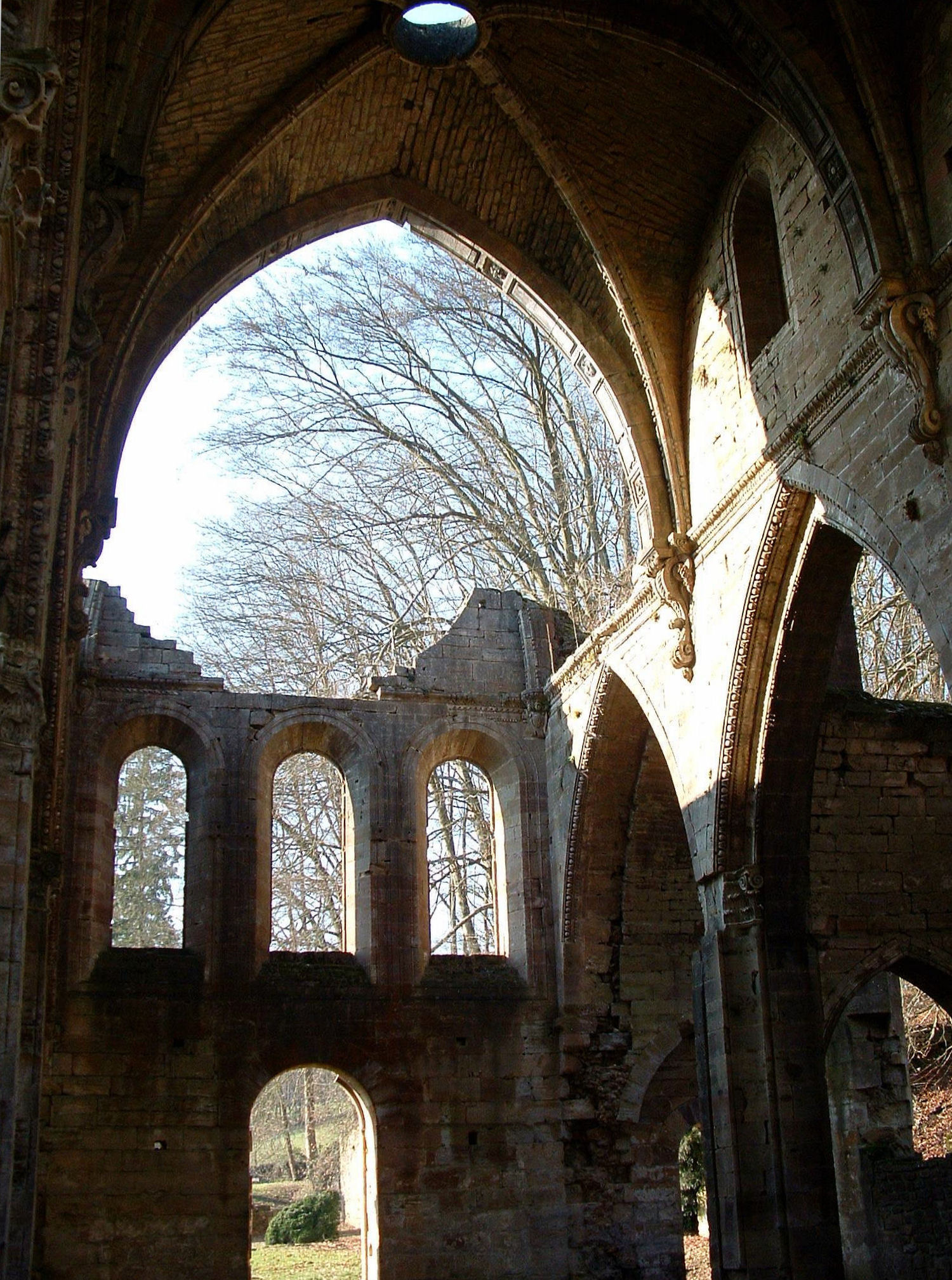
La nef de l'église.
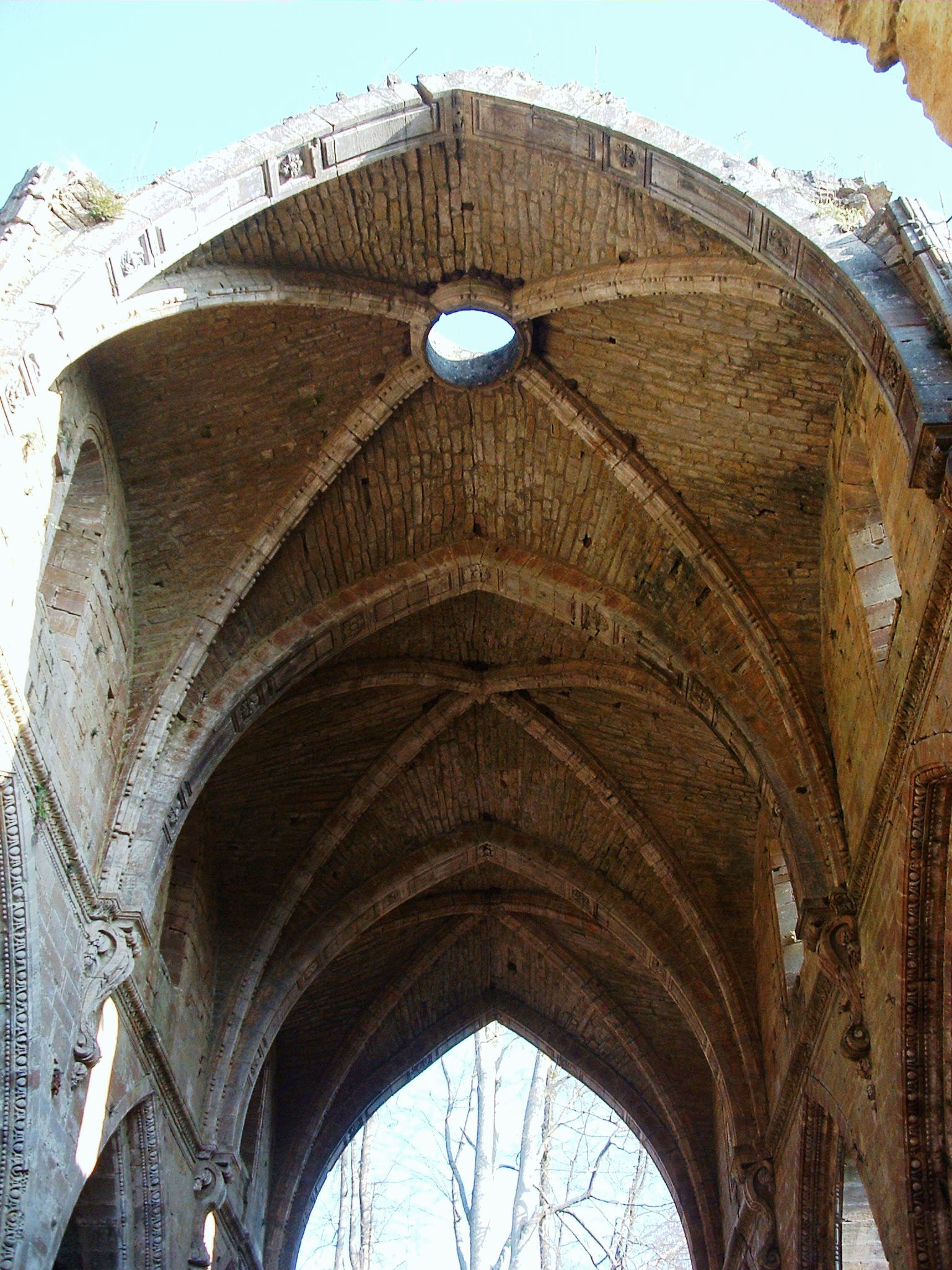
La voûte.
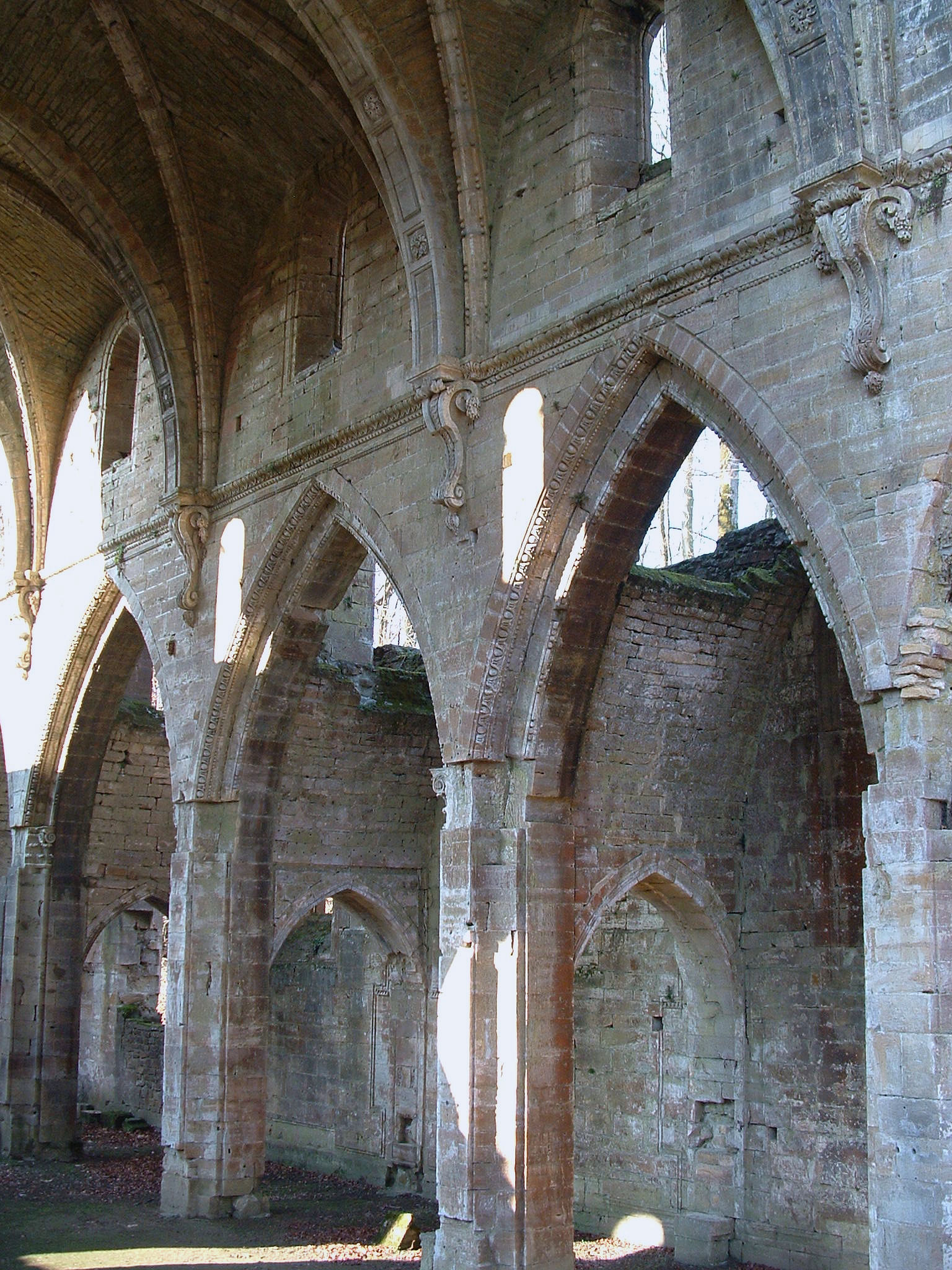
Élévation nef-berceaux transversaux bas-côté.

L'abbaye perdue dans la forêt, éloignée des grands axes routiers, put passer les siècles sans trop subir de destructions. La commende ne lui fit pas subir de dommages. Le premier abbé commendataire a été, en 1536, Louis de Lorraine-Guise.
Une partie des bâtiments est détruite par un incendie en 1703. Le cloître et le dortoir sont reconstruits à partir de 1716 à la suite d'un accord entre les moines et l'abbé commendataire, Henri Thiard de Bissy. La construction se termine par le portail d'entrée qui porte la date de 1741. Le cardinal de Tencin est alors l'abbé commendataire entre 1739 et 1753.
Les bâtiments de la basse-cour et les écuries ont été détruits en 1711 par des hussards. Ils sont reconstruits entre 1717 et 1741.

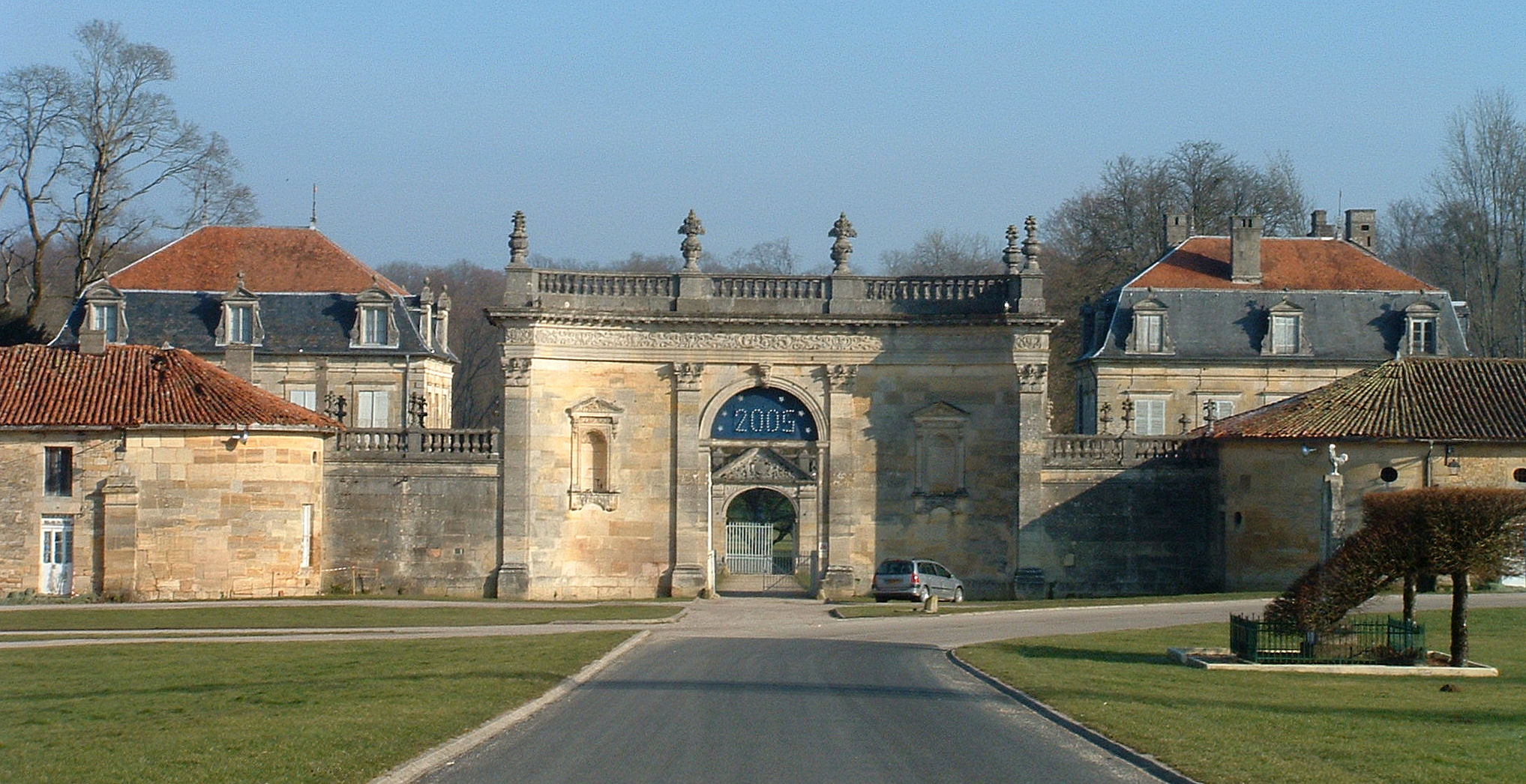
Entrée de l'abbaye.
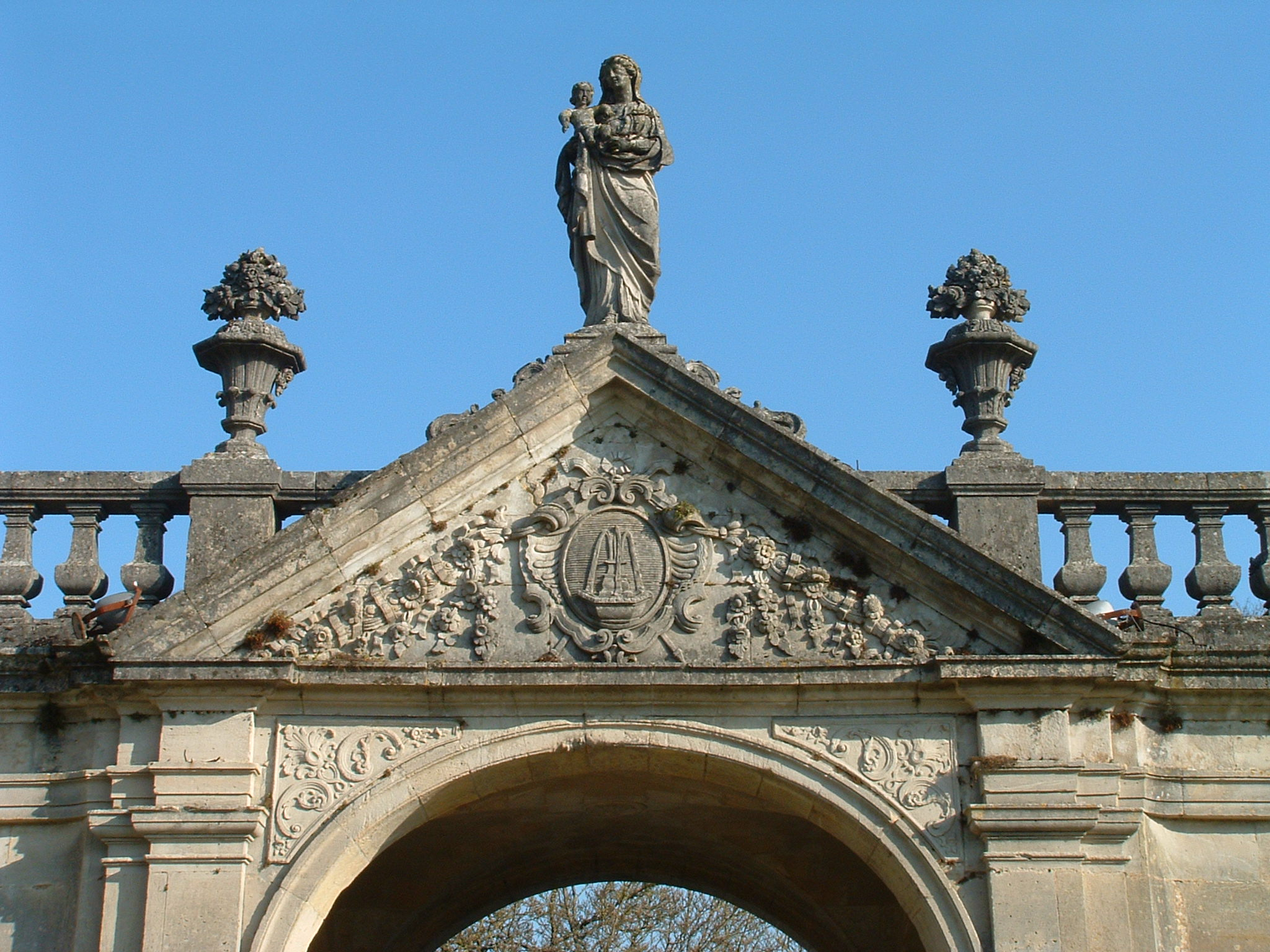
Fronton de l'entrée.
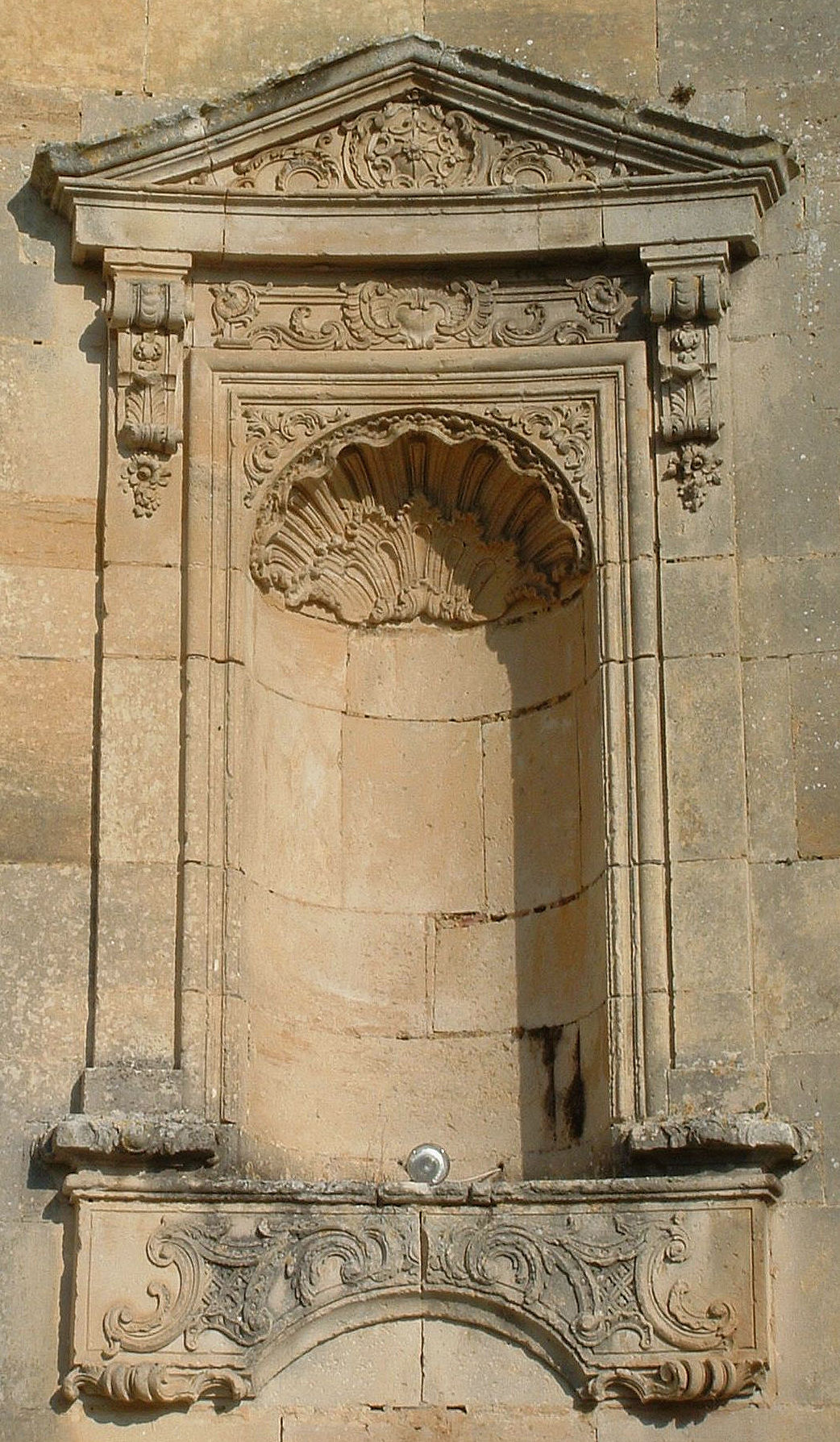
Décoration des bâtiments.
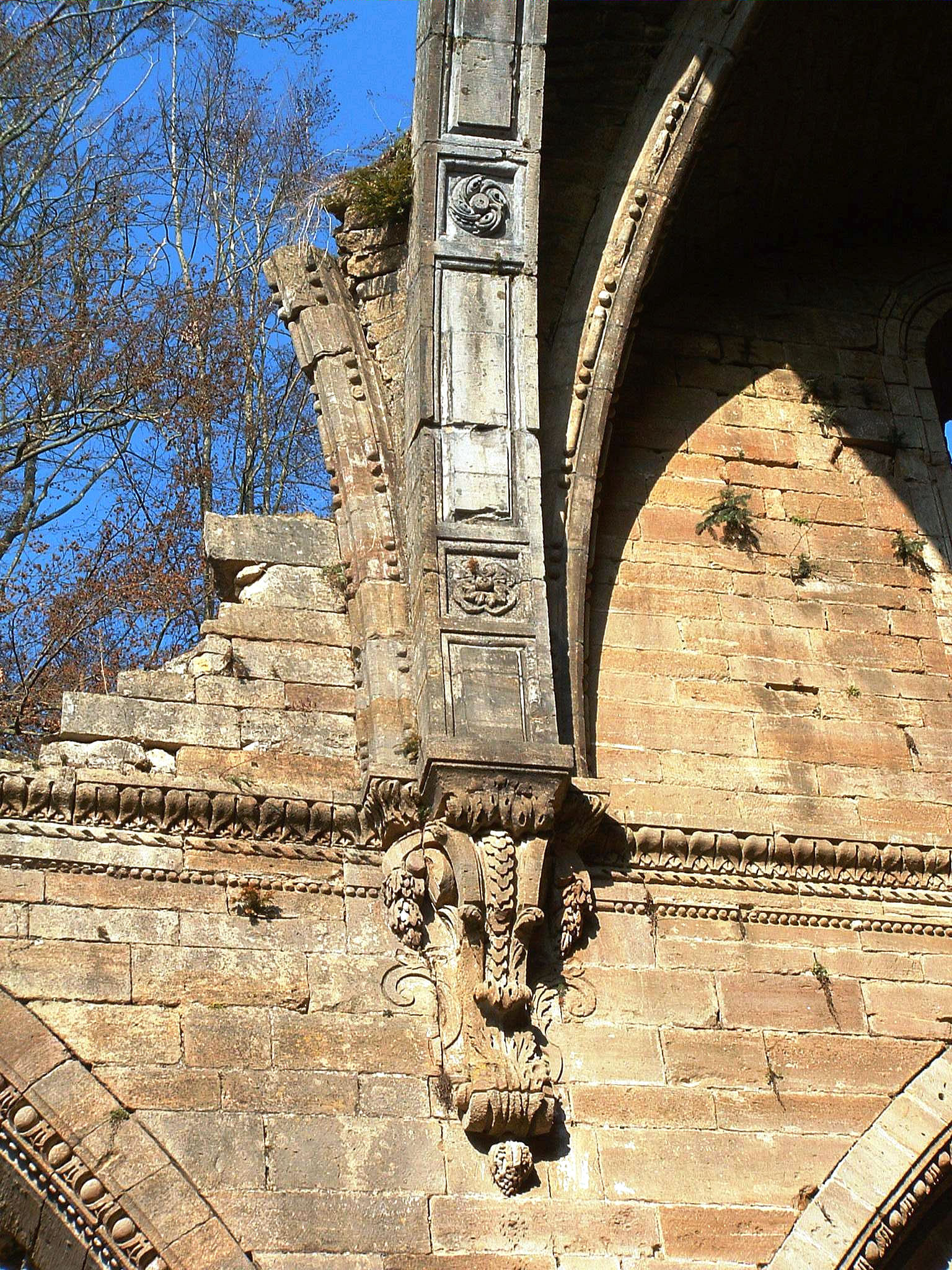
Reprise de la décoration de l'église entre 1786 et 1789.

Depuis 1777, l'église est aussi paroissiale. En 1785, on décide de la transformer en supprimant le transept et le chœur à la demande des moines et du cardinal de Bernis, dernier abbé commendataire. Pour fermer l'église, on demande à l'architecte Pierret, de Wassy, de construire une nouvelle abside semi-circulaire. La décoration intérieure est reprise par des sculpteurs sous la direction de l'architecte Joyeux entre 1786 et 1789.
Il y a encore treize moines en 1791, mais l'abbaye est vendue comme bien national en 1794. Son acquéreur ne pouvant en payer le prix, il dut la céder à M. Bourdon de Saint-Dizier. Il va vendre les matériaux. Une gravure anglaise, vers 1805, montre les bâtiments dépouillés de leur mobilier. En 1825 il ne reste plus que trois travées voûtées de la nef sur les huit initiales.
Puis une famille de Saint-Dizier a acquis la propriété et arrêta la destruction mais en laissant l'église à l'abandon. En 1840, une maison est aménagée dans les anciens bâtiments.
En 1944, l'abbaye est classée monument historique.

## Architecture et description

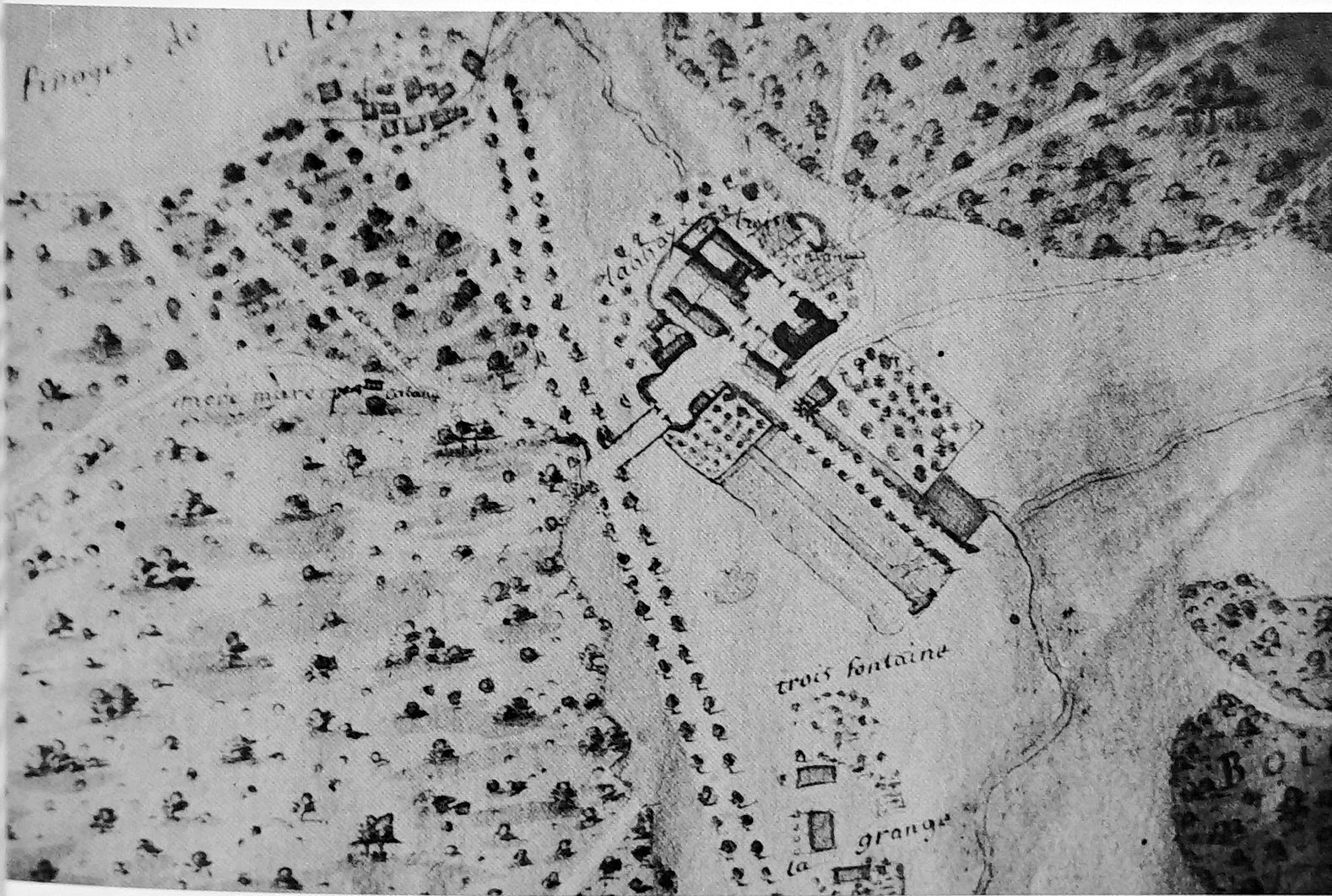
Plan de 1790 issu des archives départementales.

Une première construction en pierre fut commencée dès le XIIe siècle ; les vestiges de l'église, de style roman, en sont encore visibles aujourd'hui.

L'église originelle reprend le plan cistercien de Clairvaux II. Elle avait un plan de croix latine :
- longueur : environ 70 m
- longueur du transept : environ 40 m
- largeur du transept : 12 m

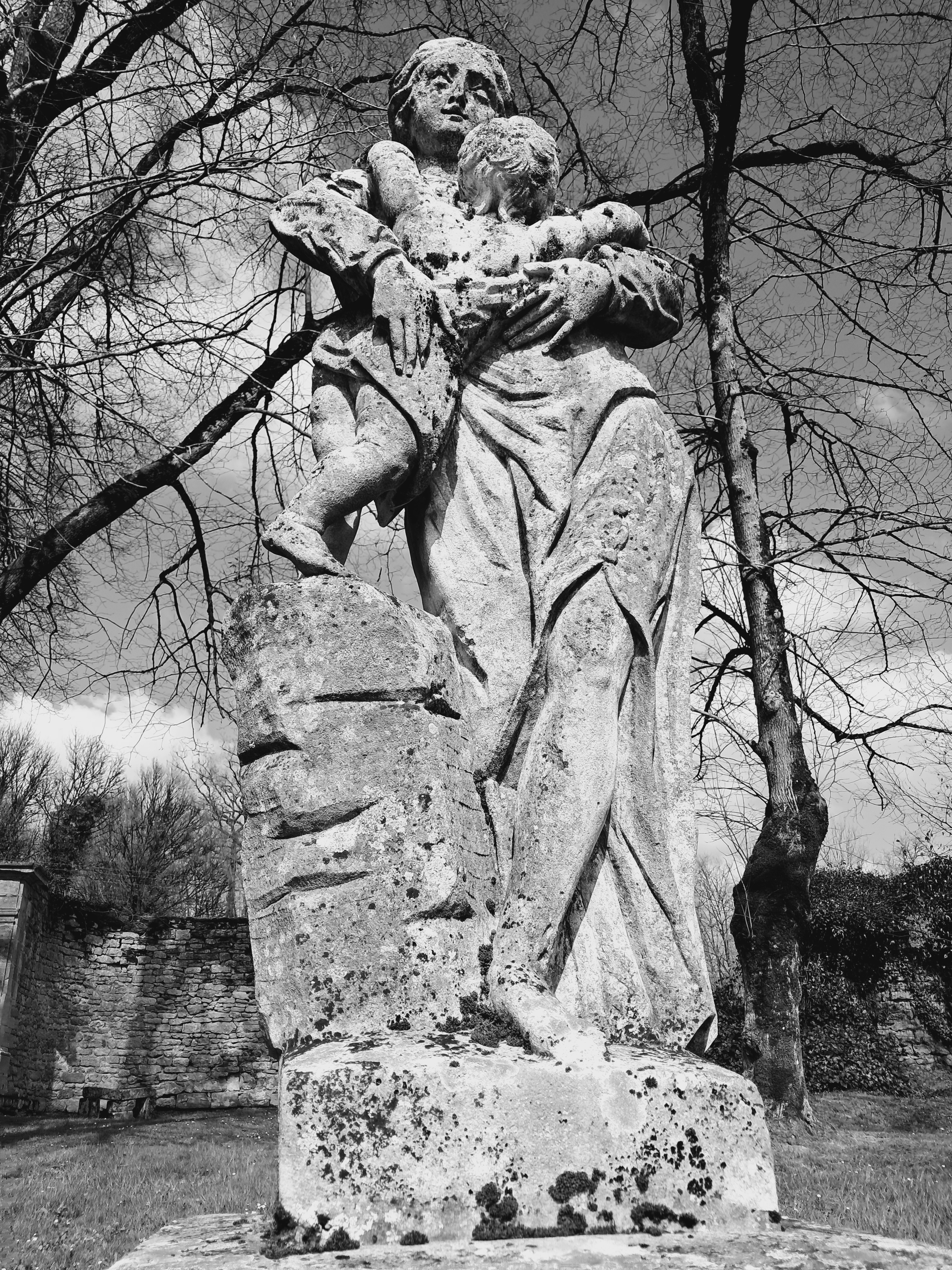
Une des nombreuses statues

avec un chevet rectangulaire de 6,50 m par 6 mètres. La nef comprend huit travées. Chaque bras du transept comprend trois chapelles rectangulaires côté est. Le bras nord du transept était un peu plus court que le bras sud. Les croisées d'ogives sont d'origine mais la forme des nervures a été modifiée au XVIIIe siècle. Les bas-côté reprennent les berceaux transversaux qui semblent être apparus à l'abbaye de Fontenay. Leur voûtement est très aigu.
L'abbaye fut ensuite reconstruite au XVIIIe siècle, dans un style classique aux accents baroques. Un portail monumental donne accès à une cour fermée par deux hauts pavillons. L'église romane fut conservée mais redécorée, les arcs et les ogives étant resculptés.
À la Révolution française l'abbaye fut vendue comme bien national et en partie démolie ; la destruction de l'église a laissé le portail occidental, et la nef couverte de voûtes, mais les toitures n'existent plus. Des pans de grandes arcades gisent à terre et l'abside n'existe plus, composant parmi des arbres un site romantique tel qu'en rêvèrent les artistes du XIXe siècle.
Le site est désormais privé, mais mis en valeur par une association qui l'ouvre au public. Le vaste parc qui conserve un bassin et des statues allégoriques est planté d'arbres imposants.
Autour de l'abbaye s'est formé le village de Trois-Fontaines-l'Abbaye (Marne).

## Filiation et dépendances
Trois-Fontaines est fille de l'abbaye de Clairvaux et mère de Lachalade, Orval  Belgique, Hautefontaine, Cheminon, Monthiers-en-Argonne, Chatillon, Szentgotthárd, Pétervárad et Bélakút.

## Abbés et abbés commendataires

### Abbés réguliers
- Roger
- 1127 : Guy, à qui sont adressées les lettres LXIX et LXX de saint Bernard.
- Étienne
- 1147 : Hugues de Châlons (†1158), moine de Clairvaux, abbé de Trois-Fontaines en 1147, nommé cardinal-évêque d'Ostie, en 1150, par le pape Eugène II[7].
- 1223 : Jacques de Pecorara (ca 1170-†1244), archidiacre de Ravenne, moine à Clairvaux en 1215, abbé de Trois-Fontaines en 1223 et nommé , par Grégoire IX, cardinal-évêque de Préneste en 1231.
- 1317 : Jean, originaire de Huy en Belgique, abbé d'Orval en 1311, de Trois-Fontaines en 1317 et mourut évêque de Dumno en Dalmatie

### Abbés commendataires
À partir du Concordat de Bologne, commence la série des abbés commendataires et seigneurs temporels :
- 1536- 1572 : Louis de Lorraine-Guise (1527-†1578), évêque d'Albi (1550), cardinal (1553), abbé de Saint-Victor (1554), de Moissac (1560), de Saint-Pierre de Bourgueil (1564), évêque de Metz (1568).
- 1572 - †1591 : Claude de Lorraine, chevalier d'Aumale.
- Pierre Guérin de Tencin, abbé de Vézelay (1702), archevêque d'Embrun (1724), puis de Lyon (1741), cardinal et ministre d’État (1742).
- François-Joachim de Pierre de Bernis, qui tenait également en commende le prieuré bénédictin de Vic-sur-Aisne, archevêque d'Albi (1764), cardinal, puis ambassadeur à Rome (1769).

## Philatélie
- Abbaye de Trois-Fontaines, timbre-poste dessiné par Roland Irolla, 15 juin 2018[8]

## Divers
- Un lutrin en marbre provenant de l'abbaye de Trois Fontaines se trouve à l'église Saint-Nicolas de Cheminon.